# Heinäsaari (ö i Kymmenedalen, Kotka-Fredrikshamn, lat 60,66, long 26,81)
Heinäsaari är en ö i Finland. Den ligger i Kymmene älv och i kommunen Kotka i den ekonomiska regionen  Kotka-Fredrikshamn  och landskapet Kymmenedalen, i den södra delen av landet, 120 km nordost om huvudstaden Helsingfors. Öns area är 18,6 hektar och dess största längd är 1,5 kilometer i sydöst-nordvästlig riktning.